# لوكاس مينيرو
لوكاس مينيرو (مواليد 24 فبراير 1996) هو لاعب كرة قدم برازيلي.

## وصلات خارجية
- لوكاس مينيرو على موقع رابطة كرة القدم اليابانية للمحترفين (اليابانية)
- لوكاس مينيرو على موقع قاعدة بيانات كرة القدم.إي يو (الإنجليزية)
- لوكاس مينيرو على موقع قاعدة بيانات كرة القدم.إي يو (الإنجليزية)
- لوكاس مينيرو على موقع Soccerway.com (الإنجليزية)
- لوكاس مينيرو على موقع عالم كرة القدم.نت (الإنجليزية)